# Публий Элий Александр
Публий Элий Александр (лат. Publius Aelius Alexander) — римский военачальник II века.
Представитель всаднического сословия, Александр происходил из Анкиры. Его отец, вероятно, получил римское гражданство в правление Адриана. Военный диплом, датированный 11 октября 146 годом, что в тот период Александр занимал должность префекта II когорты маттиаков, которая тогда стояла лагерем в провинции Нижняя Мезия.